# Grandpuits-Bailly-Carrois
Grandpuits-Bailly-Carrois ist eine französische Gemeinde mit 1014 Einwohnern (Stand 1. Januar 2022) im Département Seine-et-Marne in der Region Île-de-France. Die Gemeinde Grandpuits-Bailly-Carrois entstand durch die Vereinigung der zuvor selbständigen Orte Grandpuits und Bailly-Carrois im Jahr 1973.

## Sehenswürdigkeiten
Siehe auch: Liste der Monuments historiques in Grandpuits-Bailly-Carrois
- Kirche St-Denis in Grandpuits, erbaut ab dem 12. Jahrhundert (Monument historique)
- Kirche St-Éloi in Bailly-Carrois, erbaut im 17. Jahrhundert
- Taubenturm aus dem 15. Jahrhundert